# 일광욕

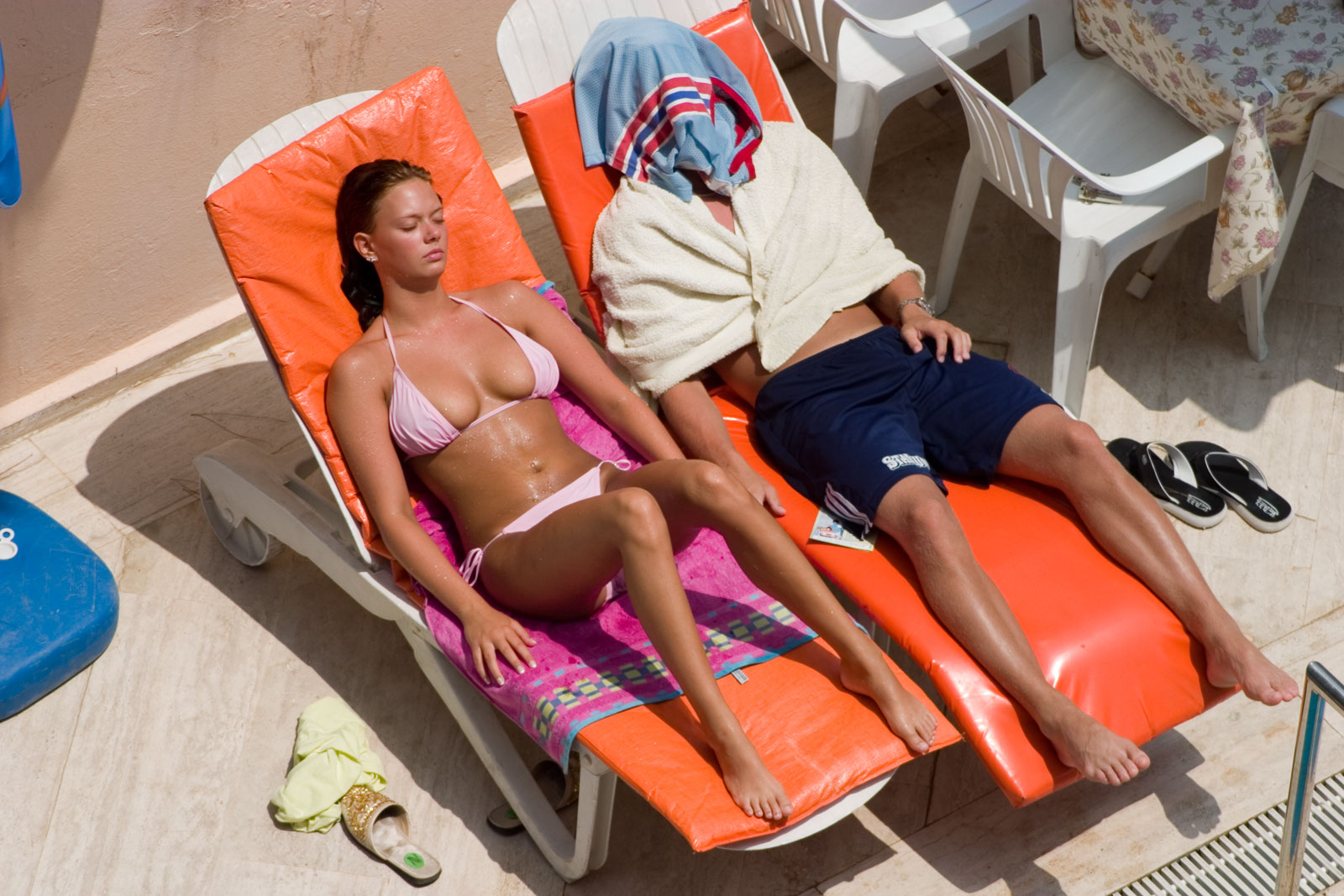
해변에서 일광욕 중인 사람들

일광욕(日光浴) 또는 선탠(영어: sun tanning, tanning 또는 sun bathing)은 햇빛이나, 인공선탠 침대같은 도구로부터 나오는 자외선에 피부를 노출시켜 피부색을 어둡게 변화시키는 것을 말한다.
과도한 자외선 노출은, 화상이나 피부암같이 건강에 해로운 영향을 미친다.

## 원인과 효과

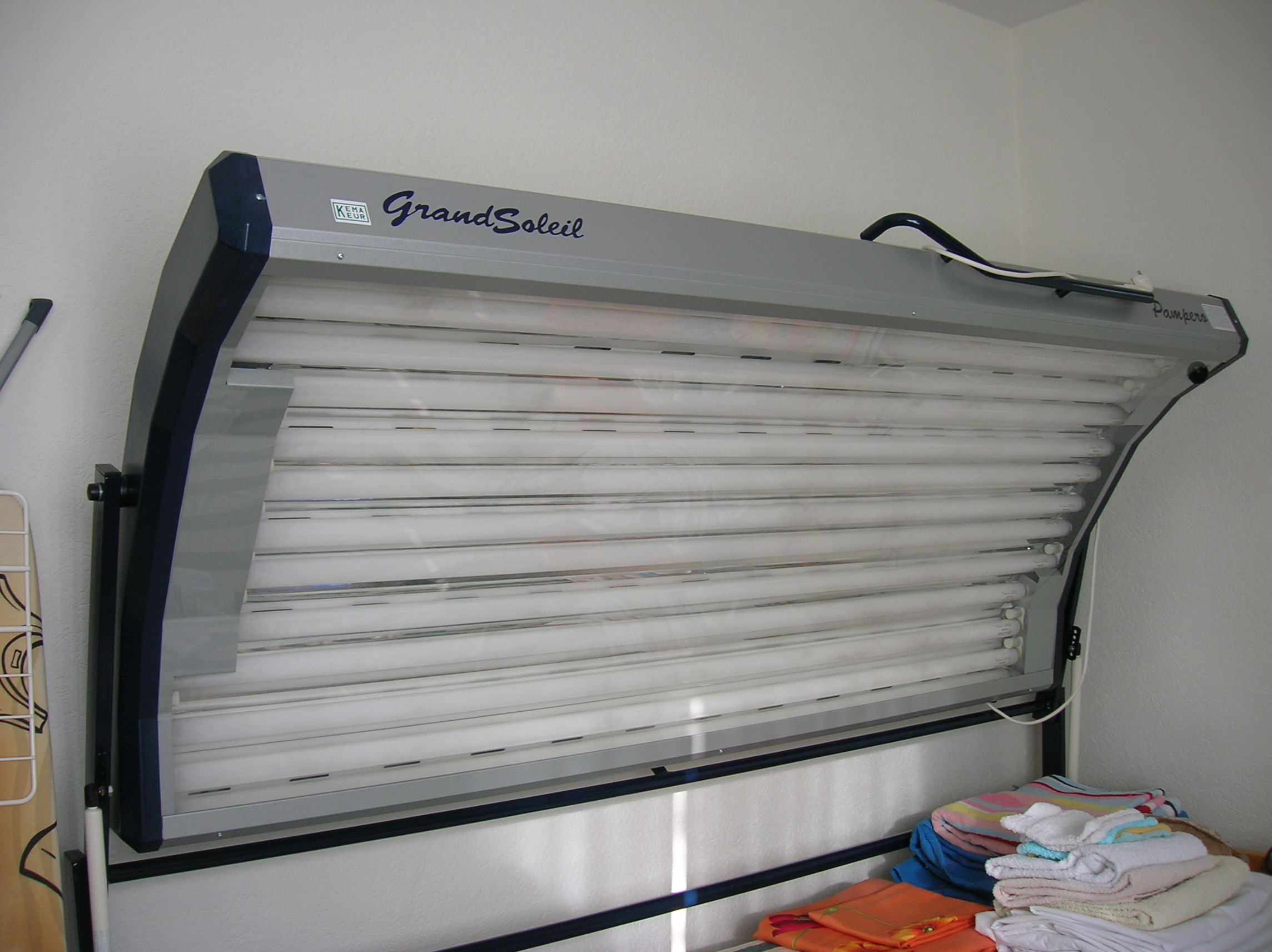
인공선탠 침대

햇빛에 그을리는 현상은 매우 자연스러운 것으로, 피부를 해로운 자외선으로부터 보호하기 위해 피부 스스로 멜라닌이라는 갈색 색소를 생성함으로써 나타나는데, 인공적인 자외선으로도 같은 반응이 일어난다. 이 반응에는 두가지 서로 다른 원리가 있다.
첫째로 자외선의 일종인 UVA는, 기존의 멜라닌 색소를 산화시킬 수 있는 산화성 스트레스를 유발한다. 이것이 기존 멜라닌 색소의 색을 급격히 어둡게 변화시킨다. 둘째로, 멜라닌 색소의 생성(멜라닌 세포)이 증가한다. 이것은 UVB 에 의한 광손상에 몸이 보이는 반응이다. 이 멜라닌 세포는, 일광화상을 일으키는 DNA 손상과 같은 반응으로부터 발생한다. 멜라닌 색소는 피부가 그을린 상태를 오래 지속시킨다. 이 색소는 빛에 노출된 지 72시간이 지나야 눈으로 볼 수 있게 된다. 멜라닌 색소가 증가된 상태에서의 그을림은 기존 멜라닌의 산화로 인한 그을림보다 더 오래 지속된다.

## 같이 보기
- 주근깨
- 피부 미백
- 나체주의
- 선크림
- 멜라닌
- 일광화상
- 색소침착
- 피부암